# Danny Andersen
Danny Andersen (født 29. januar 1983) er en tidligere dansk professionel fodboldspiller, der blandt andet har spillet i Lyngby BK og BK Frem.

## Personlige liv
Hans bror Ronni Andersen har også spillet i bl.a. HIK Farum Elite 3000 og Kolding Boldklub.